# Lissomma himerata
Lissomma himerata är en fjärilsart som beskrevs av W. Warren 1905. Lissomma himerata ingår i släktet Lissomma och familjen mätare. Inga underarter finns listade i Catalogue of Life.